# ルジニキの惨事
ルジニキの惨事（英語: Luzhniki disaster、ロシア語: Трагедия в Лужниках）は、1982年10月20日にソビエト連邦（後のロシア連邦）の首都モスクワにあるセントラル・レーニン・スタジアムで行われたUEFAカップ2回戦・スパルタク・モスクワ対HFCハールレム戦で発生した群集事故である。この事故により66人のスパルタク・モスクワのサポーターが亡くなり、その多くは若者であった。2000年代以降においてもロシアスポーツ史上最悪の惨事と呼ばれている。

## 概要
当日、スタジアムではUEFAカップ1982-83の2回戦、地元のサッカークラブであるスパルタクとオランダのHFCハーレムの試合が行われていた。スパルタクがリードして迎えた終盤、観客が帰り始めた際に追加点が入ると大歓声が起き、驚いて戻ろうとする群衆と帰ろうとする群衆が交錯した。寒波のため階段が滑りやすい状況になっていたこともあり大規模な将棋倒しが発生、多数の死傷者が発生した。
当時のソ連では事故や不祥事を公にしない方針を採っていたこともあり、当初は死者数66人とする数字が公表発表されていたが、ミハイル・ゴルバチョフ政権によるグラスノスチ政策により情報統制が緩和されるようになった後、1989年に政府スポーツ委員会の新聞『ソビエトスポーツ』 (Sovetsky Sport) が死者340人と報じるなど340人以上とする推計がなされるようになった。
その後、レーニン・スタジアムはルジニキ・スタジアムに改称され、同スタジアムを本拠地とするスパルタクは毎年10月20日前後に慰霊のためのイベントを実施している。